# Embassaments de Catalunya
Els Embassaments de Catalunya, a Catalunya hi ha 19 embassaments i la conca de la Garona que formen part de comissions de desembassament. D’aquests, 10 estan a la part catalana de l’Ebre, 9 a les conques internes i la conca de la Garona (internacional).
Segons el Decret 175/2001, de 26 de juny pel qual s'aprova el desplegament de l'Agència Catalana de l'Aigua, l'administració hidràulica i la distribució de l'aigua a Catalunya, excepte la conca de l'Ebre i la del Sénia que són dins la Confederació Hidrogràfica de l'Ebre (CHE) i la del Xúquer, respectivament, és gestionada per sis demarcacions territorials. Cada demarcació comprèn les seves conques hidràuliques i els seus embassaments corresponents. Així, cada demarcació té uns municipis adscrits als quals fa el subministrament de les aigües.
No pertanyen a aquesta xarxa, i, per tant, no estan inclosos en el decret esmentat al principi els embassaments locals, en actiu o no, que tenen usos locals, associats, antigament, als molins i horts, i a principis del segle xxi pràcticament només utilitzats per a horts de caràcter local. Moltes vegades aquests embassaments reben el nom de resclosa, i llur capacitat sol ser molt menor que la dels embassaments de caràcter supralocal.

## Demarcació de Girona

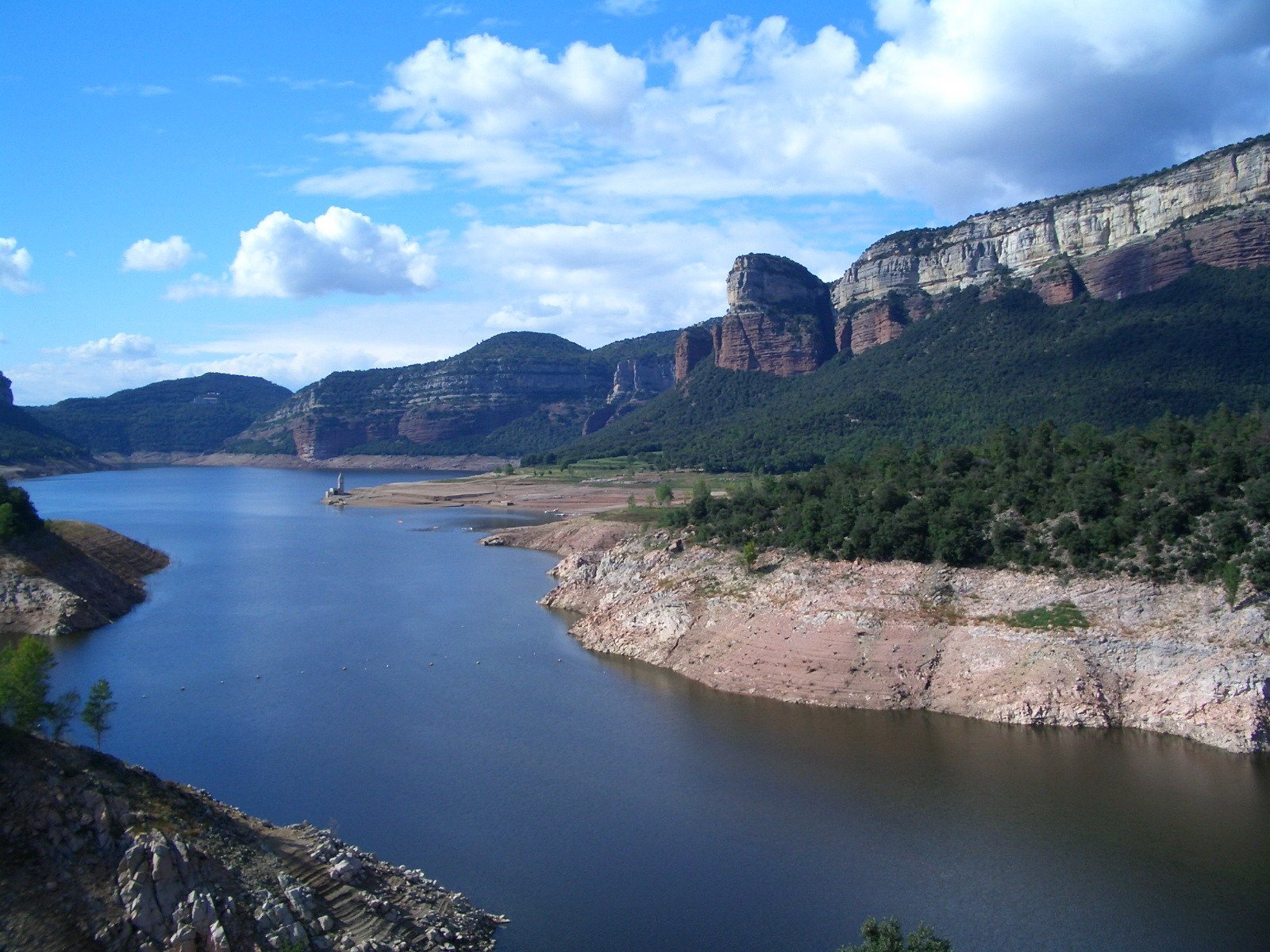
El pantà de Sau.

Comprèn les Conques del Nord corresponents als rius: la Muga, el Fluvià, el Ter i el Daró, així com les rieres que desguassen al mar entre la frontera amb França i el terme municipal de Lloret de Mar inclòs.
Embassaments:
- Pantà de Darnius-Boadella: conca de la Muga
- Pantà de Sau: conca del Ter
- Pantà de Susqueda: conca del Ter
- Pantà del Pasteral: conca del Ter
- Resclosa de Colomers: conca del Ter (no ha entrat mai en funcionament)
- Embassament de Núria: conca del Ter
- Pantà de Seva: conca del Ter
- Pantà de Portbou: conca de la riera de Portbou

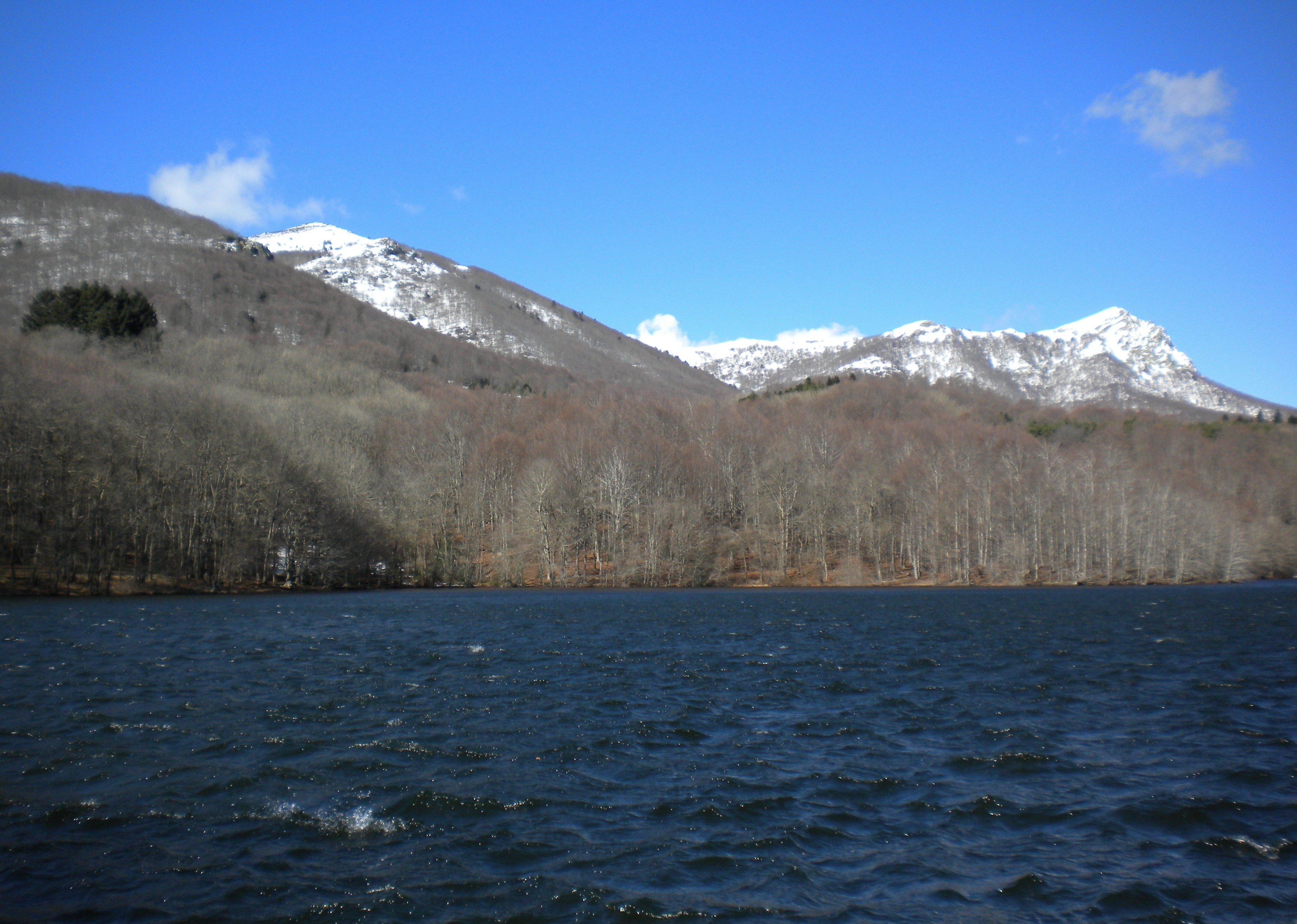
El Pantà de Santa Fe.

## Demarcació Tordera-Besòs
Comprèn les Conques del Centre corresponents als rius Tordera i Besòs així com les rieres del Maresme.
Embassaments:
- Pantà de Santa Fe: conca de la Tordera
- Pantà de Vallfornès: conca del Besòs

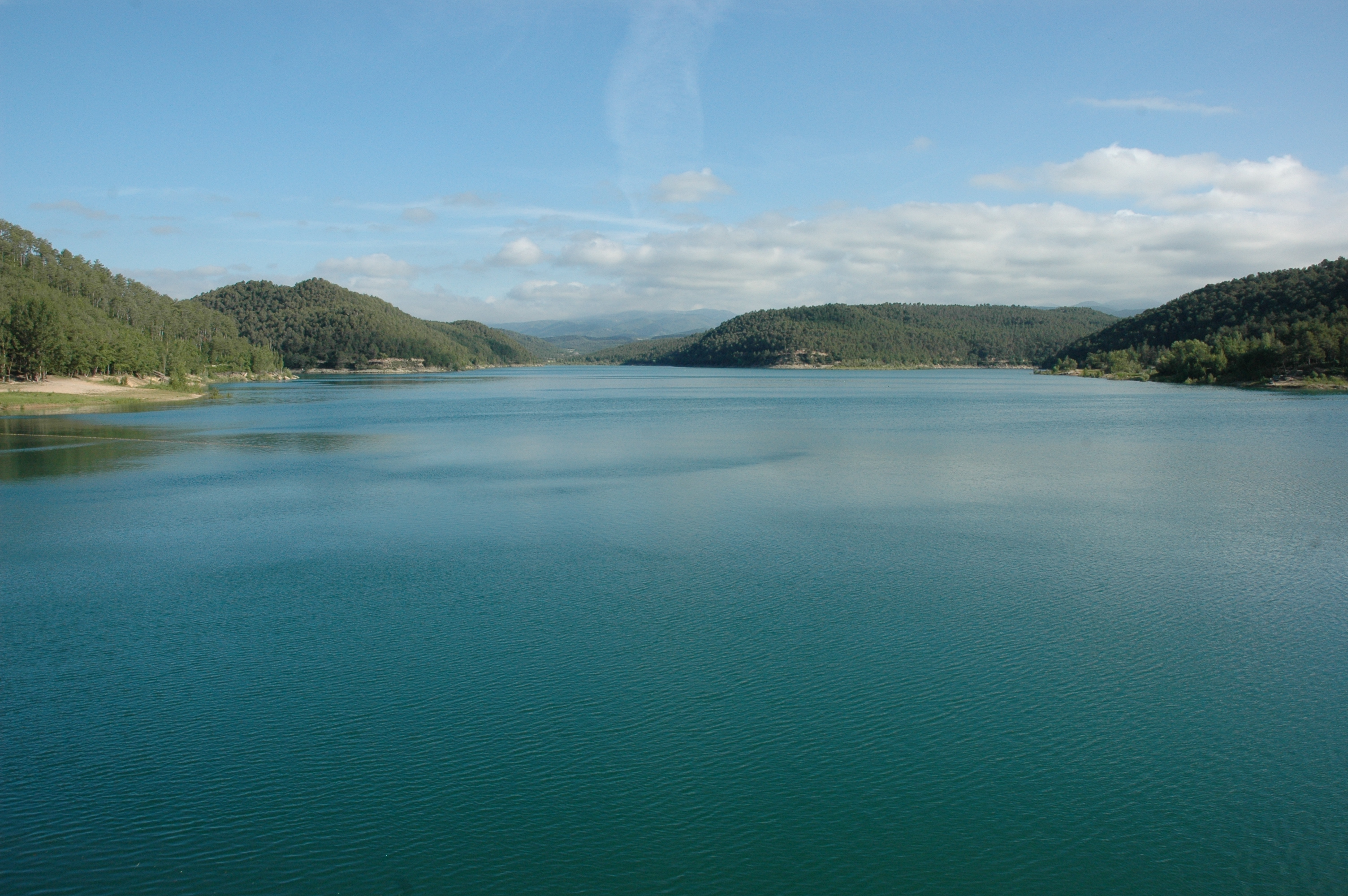
L'embassament de Sant Ponç des de la presa.

## Demarcació Llobregat-Foix
Comprèn les Conques del Centre corresponents als rius Llobregat i Foix, així com les rieres del Garraf.
Embassaments:
- Pantà de la Baells: conca del Llobregat
- Pantà de Sant Ponç: conca del Llobregat
- Pantà de la Llosa del Cavall: conca del Llobregat
- Pantà de Sant Martí de Tous: conca del Llobregat
- Pantà de Foix: conca del Foix

## Demarcació de Tarragona
Comprèn les Conques del Sud corresponents als rius Francolí, Gaià, Riudecanyes i les rieres que desguassen al mar entre els termes municipals de Tarragona, Altafulla i de Vandellòs i l'Hospitalet de l'Infant, ambdós inclosos.
Embassaments:
- Pantà del Catllar: conca del Gaià
- Pantà de Riudecanyes: conca de Riudecanyes

## Demarcació de Lleida

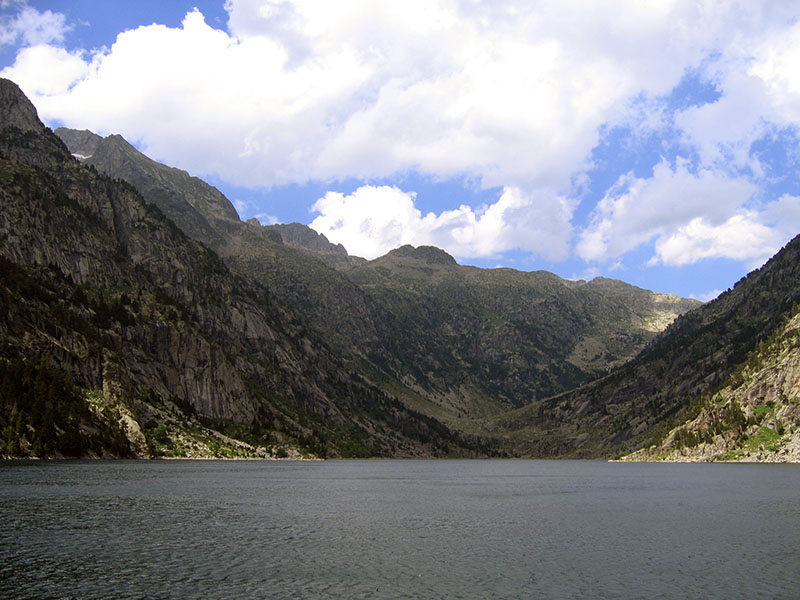
El pantà de Cavallers.

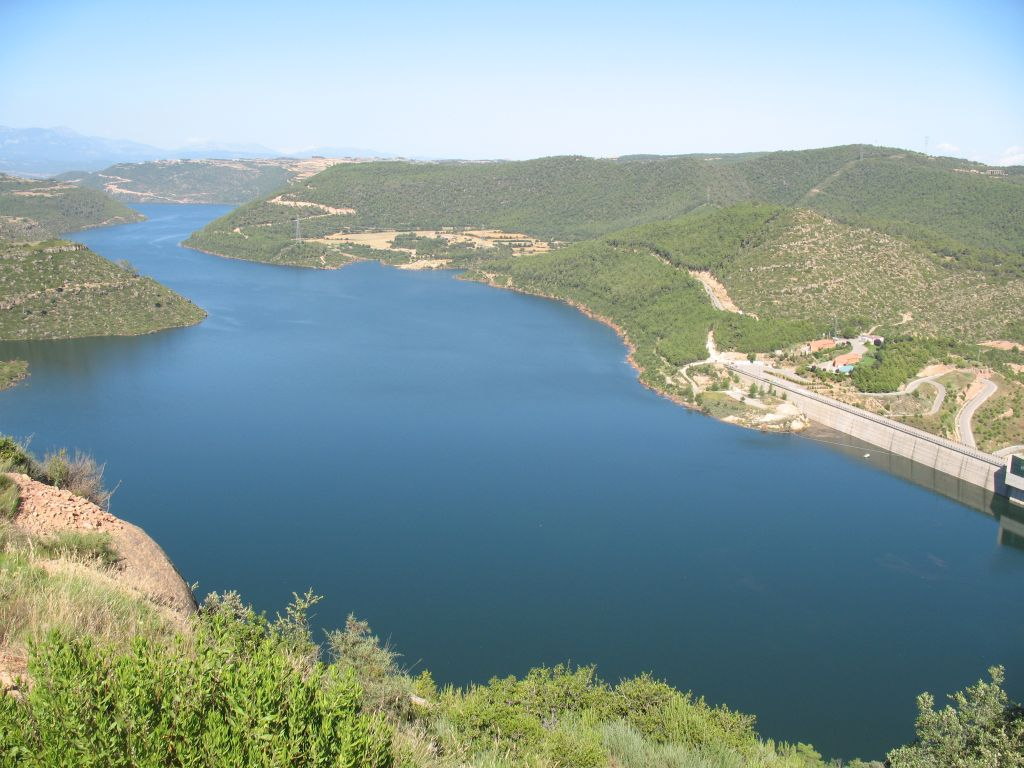
El pantà de Rialb.

Comprèn la part catalana dels rius Segre i Garona i les conques de la Noguera Pallaresa i Noguera Ribagorçana.
Embassaments:
- Pantà d'Oliana: conca del Segre
- Pantà de Rialb: conca del Segre
- Pantà de Sant Llorenç de Montgai: conca del Segre
- Pantà d'Utxesa: conca del Segre
- Embassament de l'Albagés: conca del Segre
- Estany de la Restanca: conca del Garona
- Barratge d'Aiguamòg: conca del Garona
- Pantà de Borén: conca de la Noguera Pallaresa
- Pantà de la Torrassa: conca de la Noguera Pallaresa
- Pantà de Sant Antoni: conca de la Noguera Pallaresa
- Pantà dels Terradets: conca de la Noguera Pallaresa
- Pantà de Camarasa: conca de la Noguera Pallaresa
- Pantà de Graus: conca de la Noguera Pallaresa
- Pantà de Tavascan: conca de la Noguera Pallaresa
- Estany Negre de Peguera: conca de la Noguera Pallaresa
- Pantà de Sant Maurici: conca de la Noguera Pallaresa
- Pantà dels Llacs d'Espot: conca de la Noguera Pallaresa
- Pantà dels Llacs de Cabdella: conca de la Noguera Pallaresa
- Pantà de Sallente: conca de la Noguera Pallaresa
- Pantà d'Escales: conca de la Noguera Ribagorçana
- Pantà de Canelles: conca de la Noguera Ribagorçana
- Pantà de Santa Anna: conca de la Noguera Ribagorçana
- Pantà de Cavallers: conca de la Noguera Ribagorçana
- Pantà de Llesp: conca de la Noguera Ribagorçana
- Pantà de Baserca: conca de la Noguera Ribagorçana

## Demarcació de les Terres de l'Ebre
Comprèn les Conques dels rius Ebre i Sénia, així com les rieres que desguassen al mar entre els termes municipals de l'Ametlla de Mar i d'Alcanar, ambdós inclosos.
Embassaments:
- Pantà de Riba-roja: conca de l'Ebre
- Pantà de Flix: conca de l'Ebre
- Pantà de Siurana: conca de l'Ebre
- Pantà de Margalef: conca de l'Ebre
- Pantà dels Guiamets: conca de l'Ebre
- Pantà de la Vilella Baixa: conca del Montsant